# Semovente 75/18
Semovente 75/18 (italsky semovente = samohybný kanon) bylo italské samohybné dělo používané ve druhé světové válce. Původně bylo postaveno na podvozku tanku M13/40 i s jeho motorem později se montovalo na podvozky tanků M14/41 a M15/42. Na podvozek byla namontována nová nástavba, ve které byla lafetována 75 mm houfnice s délkou hlavně 18 ráží (odtud pramení i označení 75/18). Náměr se měnil od -12° do +22°, odměr se měnil o 18° doleva a 20° doprava. Ve vozidle se přepravovalo 44 nábojů pro houfnici a jeden volně uložený kulomet. Stroj obsluhovali tři muži: řidič, velitel/střelec a nabíječ/radista.

## Varianty
Na základě vozidla vznikla jediná varianta: vozidlo velitele čety. U těchto vozidel se demontovala hlavní výzbroj a nahradila se dvojicí kulometů ráže 8 mm (podvozek M 13/40) nebo jedním 13,2 mm kulometem (podvozek M14/41 a M15/42). Vozidlo bylo vybaveno pozorovacími přístroji a druhou radiostanicí.